# Вугровец (Загреб)
Вугровец (хрв. Vugrovec) је насељено место у саставу града Загреба, Хрватска.

## Историја
До територијалне реорганизације у Хрватској био је у саставу старе загребачке приградске општине Сесвете. Као самостално насеље Вугровец постоји од пописа становништва из 2021. године. Настао је спајањем насеља: Кућанец, Вугер Село и Вугровец Доњи.

## Становништво
На попису становништва из 2021. године, Вугровец је имао 920 становника.
| Број становника према пописима |
| ------------------------------ |
| 2021                           |
| 920                            |

Напомена: На попису становништва из 2021. године, настала спајањем насеља Кућанец, Вугер Село и Вугровец Доњи, која су укинута.